# Charlie Sheen
Charlie Sheen, nome d'arte di Carlos Irwin Estévez (New York, 3 settembre 1965), è un attore statunitense.
Nel 2002 ha vinto il Golden Globe per il miglior attore in una serie commedia o musicale per Spin City.

## Biografia
Figlio di Martin Sheen e Janet Elizabeth Templeton (alias Janet Sheen o Janet Templeton) e fratello di Emilio Estevez, fin dagli inizi della sua carriera viene visto come una promessa del cinema al pari del padre. Ha un altro fratello Ramòn e una sorella Renée, anche loro attori.
Suo nonno paterno, Francisco Estevez, era un immigrato spagnolo che sposò una donna irlandese.

### Cinema
Si è saputo adattare a vari generi cinematografici, passando dai ruoli adolescenziali in Alba rossa di John Milius e Major League - La squadra più scassata della lega di David S. Ward a film impegnativi come Platoon e Wall Street, entrambi di Oliver Stone.
Ha avuto un buon successo anche nel filone comico-demenziale come testimoniano i vari Hot Shots!, Hot Shots! 2 e la partecipazione ai vari Scary Movie, diretti da David Zucker.
In Machete Kills, diretto da Robert Rodriguez, viene accreditato per la prima volta in carriera con il suo vero nome Carlos Estevez.

### Televisione

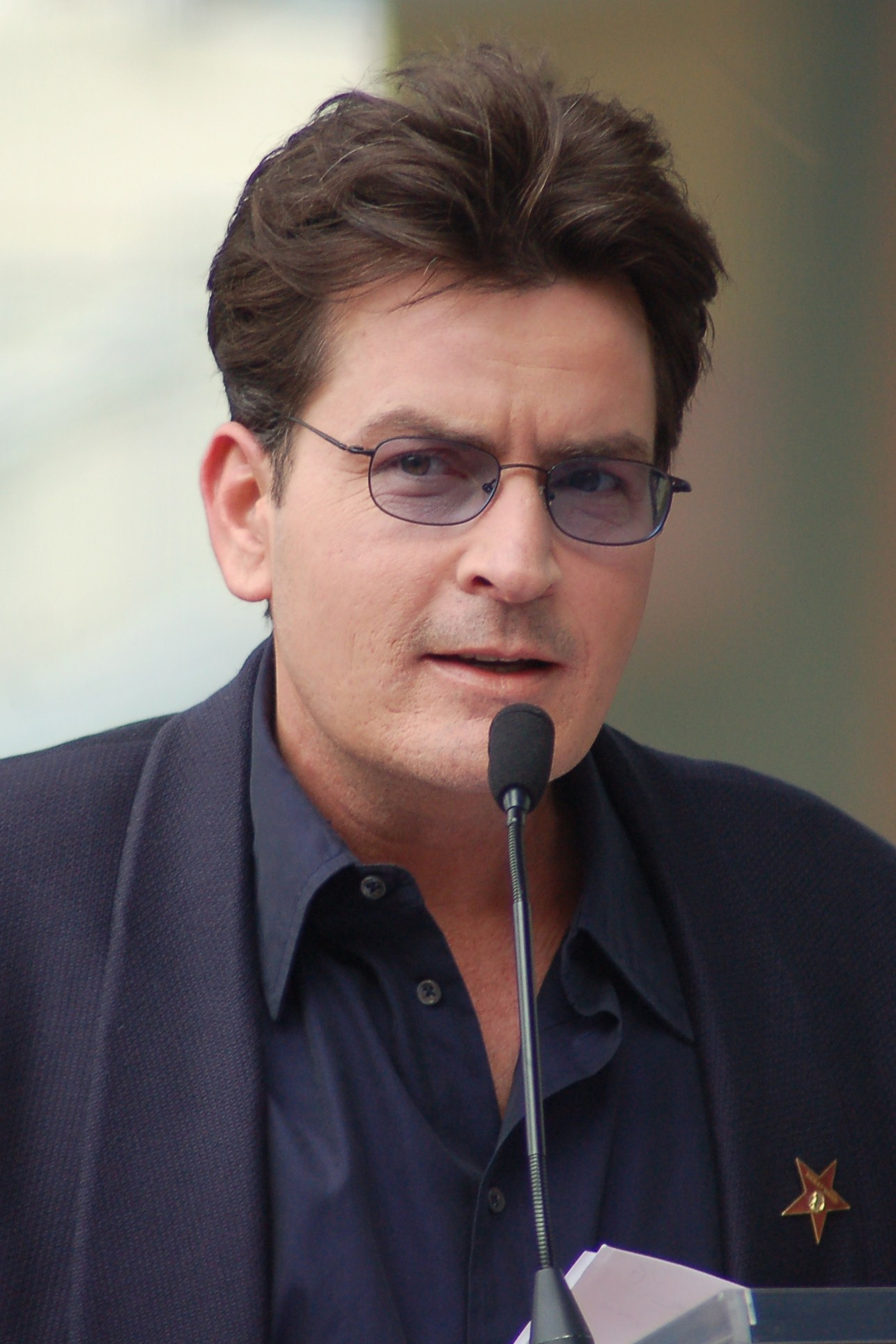
Charlie Sheen nel 2009

Nel 2000 approda alla televisione, interpretando la parte del vice-sindaco di New York nella sit-com Spin City per la quale ha vinto il Golden Globe come miglior attore in una serie comica.
Dal 2003 al 2011 è stato il protagonista di Due uomini e mezzo, una delle sit-com più seguite negli Stati Uniti per cui ha ricevuto 825 000 dollari di compenso a episodio; per l'ottava stagione, invece, ha ricevuto un compenso di 1,25 milioni di dollari a episodio.
Il 28 gennaio 2011 ha iniziato un programma di recupero in seguito a un eccessivo uso di alcolici e droghe. L'ottava stagione di Due uomini e mezzo è stata inizialmente messa in pausa e poi definitivamente conclusa dopo 16 episodi trasmessi. Nei giorni successivi Sheen ha iniziato una disputa con il creatore della serie Chuck Lorre, provocandolo con commenti antisemiti e chiedendo uno stipendio di 3 milioni di dollari per episodio, dichiarando di essere sottopagato. Il 7 marzo 2011 l'attore è stato infine «licenziato con effetto immediato» dalla Warner Bros. Nell'episodio 1000 di WWE Raw ha commentato i vari match in diretta Internet e ha avuto una accesa discussione con Daniel Bryan.
Appare nel video della canzone Sexy People di Arianna (in collaborazione con Pitbull), pubblicato nel 2013, nel video della canzone The Hum dei Dimitri Vegas & Like Mike e Ummet Ozcan, pubblicato nel 2015 e nel video musicale di Drug Addicts del cantante Lil Pump nel 2018.

## Vita privata
Charlie Sheen è noto per la sua vita privata turbolenta: sposato tre volte, ha cinque figli e due nipoti.
La sua prima figlia, Cassandra Jade Estevez, è nata il 12 dicembre 1984 dalla sua ex ragazza del liceo Paula Profit.
Nel 1990 viene accusato di avere sparato accidentalmente all'allora fidanzata Kelly Preston e i due rompono il fidanzamento. In realtà la pistola sparò da sola cadendo, per colpa di Kelly Preston, dalla tasca dei pantaloni di Sheen lasciati in bagno. Il 3 settembre 1995 sposa Donna Peele ma divorziano nel giro di un anno.
In seguito sposa l'attrice Denise Richards, dalla quale ha avuto due figlie, nel 2004 e nel 2005. Dopo aver divorziato anche dalla Richards nel 2006, nel maggio 2008 sposa Brooke Mueller, agente immobiliare con esperienze da attrice, da cui ha avuto due gemelli. I due divorziano ufficialmente il 2 maggio 2011.
Nel 2009 Sheen è stato arrestato con l'accusa di abusi domestici dopo presunte minacce di morte a Brooke Mueller; nel 2010 si dichiara colpevole di averla aggredita nel corso di una discussione avvenuta il giorno di Natale ad Aspen: secondo il rapporto della polizia, Sheen avrebbe puntato un coltello alla gola alla moglie. Per questo ha scontato 30 giorni in un centro di riabilitazione in California.
Il 26 ottobre 2010 è stato coinvolto in uno scandalo con l'attrice porno Capri Anderson al Plaza Hotel di New York.
Nel gennaio 2013 la figlia Cassandra lo rende nonno per la prima volta.
Nel febbraio 2014 si fidanza con la pornostar Brett Rossi. Il 17 novembre 2015, durante la trasmissione Today della NBC, rivela di essere sieropositivo, condizione che gli è stata diagnosticata quattro anni prima.
Nel 2016 viene indagato per alcune frasi al telefono in cui afferma di voler pagare un sicario per uccidere l'ex compagna Brett Rossi, che lo accusò di maltrattamenti e di averle taciuto la sieropositività all'HIV. Sheen in seguito a questi fatti si è dedicato a campagne in favore della prevenzione dell'AIDS.

## Filmografia

### Cinema
- Alba rossa (Red Dawn), regia di John Milius (1984)
- Il silenzio del cuore (Silence of the Heart), regia di Richard Michaels (1984)
- The Fourth Wise Man, regia di Michael Ray Rhodes (1985)
- I ragazzi della porta accanto (The Boys Next Door), regia di Penelope Spheeris (1985)
- A Life in the Day, regia di Sam Hurwitz (1986)
- Il replicante (The Wraith), regia di Mike Marvin (1986)
- Platoon, regia di Oliver Stone (1986)
- Una pazza giornata di vacanza (Ferris Bueller's Day Off), regia di John Hughes (1986)
- Lucas, regia di David Seltzer (1986)
- Wisdom, regia di Emilio Estevez (1986)
- Predator: The Concert, scritto da Joan McCall (1987)
- Wall Street, regia di Oliver Stone (1987)
- In tre si litiga meglio (Three for the Road), regia di Bill W. L. Norton (1987)
- La fine del gioco (No Man's Land), regia di Peter Werner (1987)
- Passioni in comune (Never on Tuesday), regia di Adam Rifkin (1988)
- Young Guns - Giovani pistole (Young Guns), regia di Christopher Cain (1988)
- Otto uomini fuori (Eight Men Out), regia di John Sayles (1988)
- Tale of Two Sisters, regia di Adam Rifkin (1989)
- Major League - La squadra più scassata della lega (Major League), regia di David S. Ward (1989)
- La montagna del coraggio (Courage Mountain), regia di Christopher Leitch (1990)
- Ore contate (Catchfire), regia di Dennis Hopper (1990) - cameo
- La recluta (The Rookie), regia di Clint Eastwood (1990)
- Navy Seals - Pagati per morire (Navy Seals), regia di Lewis Teague (1990)
- Il giallo del bidone giallo (Men at Work), regia di Emilio Estevez (1990)
- Uomini al passo (Cadence), regia di Martin Sheen (1991)
- Hot Shots!, regia di Jim Abrahams (1991)
- L'infiltrato (Beyond the Law), regia di Larry Ferguson (1992)
- Palle in canna (Loaded Weapon 1), regia di Gene Quintano (1993)
- L'ultimo inganno (Deadfall), regia di Christopher Coppola (1993)
- I tre moschettieri (The Three Musketeers), regia di Stephen Herek (1993)
- Hot Shots! 2 (Hot Shots! Part Deux), regia di Jim Abrahams (1993)
- Terminal Velocity, regia di Deran Sarafian (1994)
- Sesso e fuga con l'ostaggio (The Chase), regia di Adam Rifkin (1994)
- Major League - La rivincita (Major League II), regia di David S. Ward (1994)
- Frame by Frame, regia di Tim Cronenweth (1996)
- The Arrival, regia di David Twohy (1996)
- Loose Women, regia di Paul F. Bernard (1997)
- Traffico di diamanti (Money Talks), regia di Brett Ratner (1997)
- Follia omicida (Bad Day on the Block), regia di Craig R. Baxley (1997)
- Shadow Program - Programma segreto (Shadow Conspiracy), regia di George Pan Cosmatos (1997)
- In fuga col malloppo (Free Money), regia di Yves Simoneau (1998)
- Post Mortem, regia di Albert Pyun (1998)
- A Letter from Death Row, regia di Marvin Baker (1998)
- Codice criminale (No Code of Conduct), regia di Bret Michaels (1998)
- Five Aces - Cinque assi (Five Aces), regia di David Michael O'Neill (1999)
- Essere John Malkovich (Being John Malkovich), regia di Spike Jonze (1999)
- Famous - Lisa Picard Is Famous (Famous), regia di Griffin Dunne (2000)
- Posta del cuore (Good Advice), regia di Steve Rash (2001)
- Pauly Shore Is Dead, regia di Pauly Shore (2003)
- Scary Movie 3 - Una risata vi seppellirà (Scary Movie 3), regia di David Zucker (2003)
- Brivido biondo (The Big Bounce), regia di George Armitage (2004)
- Guilty Hearts, di registi vari (2005) - cameo
- Scary Movie 4, regia di David Zucker (2006)
- Wall Street - Il denaro non dorme mai (Wall Street: Money Never Sleeps), regia di Oliver Stone (2010) – cameo
- Parto col folle (Due Date), regia di Todd Phillips (2010) - cameo
- Winning Recipes, regia di Osmany Rodriguez (2011)
- A Glimpse Inside the Mind of Charles Swan III, regia di Roman Coppola (2012)
- Scary Movie V, regia di Malcolm D. Lee (2013) - cameo
- Machete Kills, regia di Robert Rodriguez (2013)
- 11 settembre: Senza scampo (9/11), regia di Martin Guigui (2017)
- Mad Families, regia di Fred Wolf (2017)
- Grizzly II: Revenge, regia di André Szöts (2020)

### Televisione
- Fuori nel buio (Out of the Darkness), regia di Jud Taylor – film TV (1985)
- Storie incredibili (Amazing Stories) – serie TV, episodio 1x14 (1986)
- Friends – serie TV, episodio 2x23 (1997)
- Sugar Hill – serie TV, episodio pilota scartato (1999)
- Rated X - La vera storia dei re del porno americano (Rated X), regia di Emilio Estevez – film TV (2000)
- Spin City – serie TV, 45 episodi (2000-2002)
- Due uomini e mezzo (Two and a Half Men) – serie TV, 177 episodi (2003-2015)
- Casualty – serie TV, episodio 21x08 (2006)
- The Big Bang Theory – serie TV, episodio 2x04 (2008) - cameo
- CSI - Scena del crimine (CSI: Crime Scene Investigation) – serie TV, episodio 8x16 (2008) - cameo non accreditato
- Anger Management – serie TV, 100 episodi (2012-2014)
- The Goldbergs – serie TV, episodio 2x14 (2015)
- Typical Rick – serie TV, 2 episodi (2017)
- Bookie – serie TV, 1 episodio (2023-in corso)

## Riconoscimenti parziali
- Golden Globe
  - 2002 – Miglior attore in una serie commedia o musicale per Spin City
  - 2005 – Candidatura al miglior attore in una serie commedia o musicale per Due uomini e mezzo
  - 2006 – Candidatura al miglior attore in una serie commedia o musicale per Due uomini e mezzo

## Doppiaggio
- Le nuove avventure di Charlie (All Dogs Go to Heaven 2), regia di Larry Leker e Paul Sabella (1996)
- Foodfight!, regia di Lawrence Kasanoff (2009)

## Doppiatori italiani
Nelle versioni in italiano dei suoi film, Charlie Sheen è stato doppiato da:
- Massimo Rossi in Storie incredibili, Wall Street, In tre si litiga meglio, Otto uomini fuori, La montagna del coraggio, La recluta, Navy Seals - Pagati per morire, Il giallo del bidone giallo, Uomini al passo, Hot Shots!, Palle in canna, I tre moschettieri, Hot Shots! 2, Terminal Velocity, Sesso e fuga con l'ostaggio, Major League - La rivincita, The Arrival, Traffico di diamanti, Follia omicida, Shadow Program - Programma segreto, Codice criminale, Posta del cuore, Scary Movie 3 - Una risata vi seppellirà, Due uomini e mezzo, Brivido biondo, Scary Movie 4, The Big Bang Theory, Wall Street - Il denaro non dorme mai, Scary Movie V, Machete Kills, The Goldbergs
- Mauro Gravina in Alba rossa, Rated X - La vera storia dei re del porno americano
- Loris Loddi ne I ragazzi della porta accanto, Major League - La squadra più scassata della lega
- Francesco Prando in Platoon, La fine del gioco
- Antonio Sanna in L'ultimo inganno, Friends
- Francesco Pannofino ne Il replicante
- Tonino Accolla in Una pazza giornata di vacanza
- Oreste Baldini in Lucas
- Roberto Pedicini in Young Guns - Giovani pistole
- Luca Lionello in Ore contate
- Davide Marzi in L'infiltrato
- Claudio Beccari in Spin City
- Stefano Benassi in In fuga col malloppo
- Vittorio Guerrieri in Five Aces - Cinque assi
- Massimiliano Manfredi in Essere John Malkovich
- Francesco Bulckaen in Parto col folle
- Claudio Moneta in Anger Management
- Sergio Lucchetti in 11 settembre: Senza scampo

Da doppiatore è sostituito da:
- Antonio Sanna ne Le nuove avventure di Charlie

## Influenza nei media
- A Charlie Sheen è dedicato il titolo di una canzone del rapper italiano Noyz Narcos.
- Charlie Sheen viene citato nella canzone 18 della band australiana 5 Seconds of Summer.
- Il nome Charlie Sheen viene anche inserito nella canzone dei rapper Gemitaiz e MadMan Detto fatto.
- I suoi due cognomi, Sheen e Estevez, sono rispettivamente nome e cognome del popolare personaggio della serie televisiva Le avventure di Jimmy Neutron.
- Charlie Sheen viene citato nella canzone Oreomilkshake del rapper Yung Lean.
- Charlie Sheen compare nel video musicale della canzone Drug Addicts del rapper Lil Pump.
- Charlie Sheen compare nel video musicale della canzone Sexy People di Arianna e Pitbull.
- Charlie Sheen viene citato nella canzone Crystals di Death Plus dal rapper Lil Peep.
- Charlie Sheen compare nel 4 episodio della seconda stagione di The Big Bang Theory come guest star.